# 秋田朝日放送
秋田朝日放送株式會社（日语：／ Akita Asahi Hōsō */?），通稱秋田朝日放送，簡稱AAB，是日本一所以秋田縣為播出地區的電視台。秋田朝日放送開播于1992年10月1日，是朝日電視台聯播網ANN的成員，呼號為JOXX-DTV，遙控器號碼是5頻道。

## 資本構成
秋田朝日放送是秋田縣三家民營電視台中唯一沒有秋田魁新報資本參與的電視台。下表列出2015年3月31日時秋田朝日放送的主要股東:244：
| 資本金   | 授權資本  | 每股價值 | 發行股份總數 | 股東數 |
| -------- | --------- | -------- | ------------ | ------ |
| 25億日元 | 100億日元 | 5萬日元  | 50,000股     | 73     |

| 股東             | 持股數  | 比例   |
| ---------------- | ------- | ------ |
| 朝日電視控股     | 9,500股 | 19.00% |
| 朝日新聞社       | 7,500股 | 15.00% |
| 富士媒體控股     | 3,720股 | 07.44% |
| 讀賣新聞東京本社 | 2,230股 | 04.46% |
| 日本電視台       | 2,000股 | 04.00% |
| 秋田銀行         | 1,950股 | 03.90% |
| 北都銀行         | 1,840股 | 03.68% |
| 朝日放送         | 1,500股 | 03.00% |
| 日本經濟新聞社   | 1,500股 | 03.00% |

## 歷史
1985年9月，郵政省發布了在日本各地實現可收看到4家民營電視台的電視頻道計劃，鼓勵在只有兩家民營電視台的17個縣新設民營電視台，以縮小各地的資訊差距:14。雖然秋田縣政府及財界最初對秋田縣設立第三家民營電視台持消極態度，但郵政省還是在1986年分配給秋田縣新頻道，並有21家業者申請:14。在東北電氣通信監理局的主導下，申請設立新台的各團體和秋田經濟界人士共組秋田地區第三家民營電視台推進懇談會，並決定新台資本金為25億日元，其中一半由當地經濟界調達:15。1991年5月，新台舉辦了第一次發起人會，決定將公司名稱定為秋田朝日放送，以朝日電視台為核心局:15。在同年6月18日獲得預備執照後，秋田朝日放送在7月29日舉辦了公司創立總會:15。同年11月，秋田朝日放送購得總部用土地，並開始修建總部大樓:20。
1992年9月25日，秋田朝日放送開始進行試播:18。10月1日，秋田朝日放送正式開始播出電視節目，成為日本第116家民營電視台和ANN聯播網第21家電視台:6。在開播當天早晨6時，秋田朝日放送播出開播紀念節目《AAB發進！》:18。秋田朝日放送的第一代商標以「電波」和「愛心」為設計概念，主色調是紅色:19。1994年，秋田朝日放送赴匈牙利取材拍攝節目，是秋田朝日放送的首次海外採訪:31。1996年度末，秋田朝日放送的累積赤字已有近22億日元:21。但在1997年，秋田朝日放送首次實現年度盈利:18。同年秋田朝日放送播出了秋田新幹線通車特別節目:36。秋田朝日放送在1998年製作的《山毛欅之森和生命之水～世界遺產白神山地的1年》在ANN聯播網24台播出，也是秋田朝日放送第一個在日本全國播出的節目:38。2000年時，隨著大森山送信所等10處轉播站竣工，秋田朝日放送的訊號基本覆蓋秋田全縣:43。
2002年10月12日，在開播10週年之際，秋田朝日放送播出時長達10.5小時的特別直播節目《感謝感激電視》（感謝感激テレビ），並取得收視佳績:45。秋田朝日放送在2003年實現清零開播以來的累積虧損:41，並在2005年首次實施股票分紅:6。2006年10月1日，秋田朝日放送開始播出數位電視訊號:48-49。同年秋田朝日放送啟用了以秋田犬為設計概念的吉祥物「ミーチュー」:50。2008年和2009年，秋田朝日放送的全日平均收視率連續兩年創出新高，在2009年達9.9%:58。
2010年，秋田朝日放送轉播2010年國際足總世界盃日本對荷蘭的比賽，創下43.4%的迄今最高收視率記錄:18。同年6月，秋田朝日放送獲得了黃金時段（19時至22時）和夜間時段（19時至23時）的收視冠軍，首次獲得月份收視率雙冠:18。2011年7月24日，秋田朝日放送停止播出類比電視訊號:63。2012年，秋田朝日放送在開播20週年之際提出了「20歲的感受」（ハタチのキモチ）的宣傳口號，啟用了新商標，並播出了特別節目:64。秋田朝日放送在2012年至2013年製作的藤田嗣治紀錄片獲得了銀河賞的肯定:68。秋田朝日放送在2017年迎來開播25週年，啟用「美～Beauty～」作為宣傳口號:73。

## 節目
秋田朝日放送自開播時就製作了《AAB Station EYE》和《朝一新鮮資訊》兩檔自製節目。《AAB Station EYE》是每週一至週五傍晚18時播出的帶狀地方新聞節目:29，1998年，秋田朝日放送傍晚的帶狀自製地方新聞節目改名為《超級J頻道秋田》。該節目在2008年11月3日獲得了20.5%的收視率記錄:18。2011年，秋田朝日放送週五的地方新聞節目改名為《Toretate!》:63，並自2015年開始將週一至週四的傍晚新聞節目亦改為此名。同年6月至2016年4月，秋田朝日放送的傍晚新聞節目首次獲得同時段節目收視率第二位:71。
《朝一新鮮資訊》是在每週六早晨7時播出的時長30分資訊節目:18，曾在1995年4月15日獲得21%的高收視率:33。2003年，秋田朝日放送開始在週六上午播出新的自製資訊節目《Sat Navi!》。該節目雖然初期收視並不理想，但在2008年延長播出時間後收視率逐漸提高。其第1部在2017年2月11日創下20.1%的收視率記錄，第2部在2017年5月6日創下22.7%的收視率記錄:46。
秋田朝日放送亦自製綜藝節目。2001年開始播出了《pour pour金星》是一檔每月播出兩期的深夜綜藝節目，其節目構成和北海道電視台的人氣綜藝節目《週三怎麼樣》類似:44。2007年，該節目獲得過12.6%的收視率:18。2005年，秋田朝日放送自製的黃金時段節目《威風堂堂秋田犬》獲得了16.4%的收視率:18。

## 外部連結
- AAB 秋田朝日放送 （页面存档备份，存于）
- AAB秋田朝日放送的X（前Twitter）
- 秋田朝日放送的Facebook專頁
- YouTube上的AAB秋田朝日放送頻道